# نچرال امریکن اسپیریت
Natural American Spirit (به انگلیسی: Natural_American_Spirit) یک برند سیگار ایجاد شده در ایالات متحده آمریکا است؛ که در حال حاضر توسط شرکت تنباکوی سانتافه نچرال تولید می‌شود. مالک فعلی این برند Reynolds American است. این برند در سال ۱۹۸۲ پایه‌گذاری گردید.